# Stazione di Atago
La stazione di Atago (愛宕駅?, Atago-eki) è una fermata ferroviaria situata nella cittadina di Matsushima, nella prefettura di Miyagi, ed è servita dalla linea principale Tōhoku della JR East.

## Linee ferroviarie
East Japan Railway Company
■ Linea principale Tōhoku

## Struttura
Atago è una fermata ferroviaria priva di fabbricato viaggiatori, con due marciapiedi laterali attorno ai due binari passanti, realizzati su terrapieno. Sono presenti delle semplici pensiline per proteggere i passeggeri dalle intemperie e dei sensori per la biglietteria elettronica Suica lungo i binari.
| 1 | ■ Linea principale Tōhoku | per Shiogama, Sendai e Shiroishi    |
| 2 | ■ Linea principale Tōhoku | per Kashimadai, Kogota e Ichinoseki |

## Stazioni adiacenti
| «                                                   | Servizio                | »                       |
| Linea principale Tōhoku                             | Linea principale Tōhoku | Linea principale Tōhoku |
| --------------------------------------------------- | ----------------------- | ----------------------- |
| Matsushima                                          | Locale                  | Shinainuma              |
| Il Rapido "Sanriku" e il Rapido diretto non fermano |                         |                         |